# Kháng Nhật
Kháng Nhật là một xã thuộc huyện Sơn Dương, tỉnh Tuyên Quang, Việt Nam.
Xã Kháng Nhật có diện tích 28,02 km², dân số năm 1999 là 4.492 người, mật độ dân số đạt 160 người/km².